# Juan Terés y Borrull
Juan Terés y Borrull (Verdú, 29 de septiembre de 1538 - Barcelona, 10 de julio de 1603) fue presbítero de Vich, obispo auxiliar de Marruecos (1575-1579) y de Córdoba (1579), obispo de Elna (1579-1586), de Tortosa (1586-1587), y arzobispo de Tarragona (1587-1603). Fue virrey de Cataluña (1602-1603) y consejero del rey Felipe III de España.

## Primeros años
Nació en Verdú en una familia cristiana y humilde el año 1538. Hijo de Juan Terés Doménech y de Magdalena Borrull Carnicer, y hermano de Magdalena, Juana, Elionor y Margarita. De muy joven se quedó huérfano de padre.
De adolescente vivió un tiempo en Reus (Tarragona), dónde estudió gramática subviniendo los estudios con las limosnas que conseguía. En 1554 ingresó en la Escuela de Tarragona dónde estudió latín y humanidades, pagándose los estudios con el justo sueldo de repartidor de cartas.
Por su talento consiguió buena protección y estímulo. Más tarde, fue enviado a estudiar Filosofía y Teología al primer colegio que la Compañía de Jesús tuvo en España, el de San Pablo en Valencia, ciudad en la que se doctoró.

## Vida académica
El 18 de abril de 1566 solicitó, y le fue concedido, un aplazamiento del pago de las tasas del doctorado de Teología a la caja de la ciudad de Valencia. Es muy probable que aprobara en su primer intento, puesto que no consta que solicitara ningún otro aplazamiento en los años siguientes. Desde 1532, la cuantía de la propina correspondiente a la ciudad por la obtención del grado de doctor era de 7 libras y 10 sueldos, es decir, 1 800 dineros. Además, al Canciller, al Rector y a cada examinador había que pagarles 2 libras, 2 sueldos y 2 dineros; al Padrino, 3 libras, 5 sueldos y 9 dineros; al Escribano 6 libras, 6 sueldos y 6 dineros; y al Bedel, 15 sueldos. En total, más de 5 800 dineros.
Ya doctor, durante el curso académico 1566-1567 fue titular de la segunda cátedra de Súmulas y en calidad de tal le fueron asignadas 5 libras de las 500 que el papa Pío IV había donado al Estudi General de Valencia con cargo a los rendimientos del obispado de Cartagena. El 15 de mayo de 1567 fue nombrado para la segunda cátedra de Questiones para el curso académico 1567-1568. En 1570-1571 tuvo a su cargo la primera cátedra de Questiones y en  1571-1572 la primera de Filosofía. Súmulas, Cuestiones y Filosofía, tanto en su orientación realista como en la nominalista formaban el trienio de Artes en la Facultad del mismo nombre. Los profesores, habitualmente, enseñaban trienios completos empezando por Súmulas en cualquiera de sus modalidades. Terminado un ciclo nominalista o realista, comenzaban el siguiente por la modalidad que no hubieran leído previamente. Por esta razón, aunque sólo existe constancia de que Terés fue catedrático en los cursos académicos citados, es muy probable que también rigiera la segunda o nominalista cátedra de Filosofía en 1568-1569 y la primera o realista cátedra de Súmulas en 1569-1570. De esta manera, habría completado un sexenio como catedrático en la Facultad de Artes desde 1566 hasta 1572.

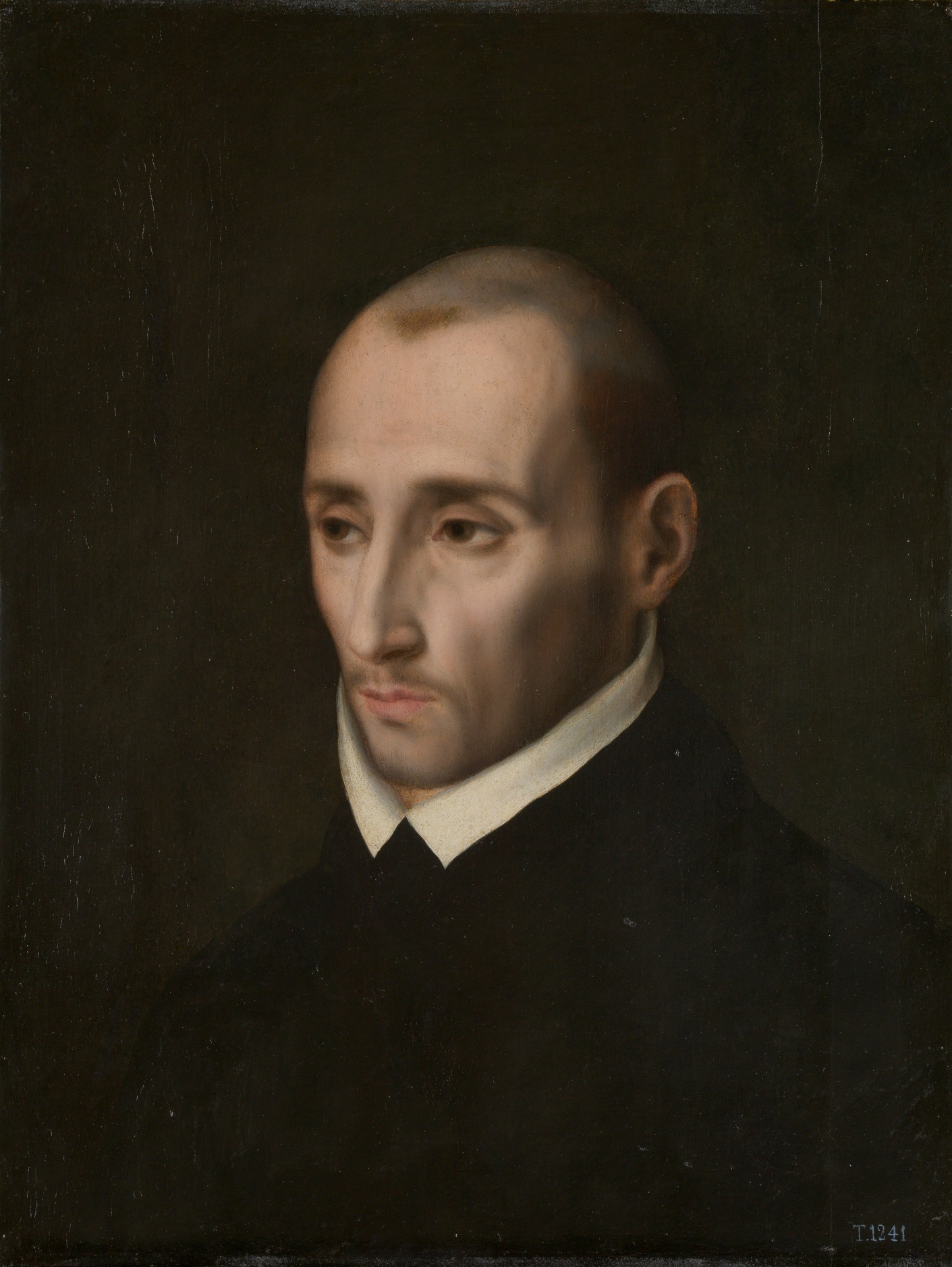
El arzobispo de Valencia Juan de Ribera nombró a Juan Terés rector de la Universidad de Valencia.

Además de profesor, Juan Terés fue examinador de la Facultad de Artes de la Universidad de Valencia. El 16 de febrero de 1565 fue designado conjunt, es decir, auxiliar y, llegado el caso, sustituto, del examinador Vicente Montañés, catedrático de la Facultad de Artes. Habitualmente, el conjunt sustituía al examinador cuando se producía la muerte o la renuncia de este. No consta cuándo Terés asumió el cargo de examinador, pero sí que Juan Tomás fue nombrado su conjunt el 5 de julio de 1571. Por otra parte, el 4 de marzo de 1573 quedó registrada la renuncia de Terés, que para entonces vivía ya en Tarragona, a su examinatura y el nombramiento de Juan Tomás en su lugar.
Aunque de forma irregular, debido a los sucesos que tuvieron como desencadenante la visita encomendada por Felipe II a Juan de Ribera, arzobispo de Valencia, el 31 de marzo de 1570, Terés fue designado rector del Estudi General cuando el citado arzobispo obligó al encarcelado catedrático de Teología y rector para el trienio 1568-1571, Pedro Juan Monzó, a delegar el cargo académico que ostentaba en su persona.
Las pretensiones originales del arzobispo y patriarca pasaban por violentar el patronato municipal del Estudi General para otorgar las cátedras de Teología a los miembros de la orden a la que pertenecía: la Compañía de Jesús. Así, mediatamente, dado que el rector de la Universidad valenciana era elegido de entre los catedráticos insaculados de la Facultad de Teología, y dado que tenía atribuido un papel esencial en la provisión del resto del personal docente al asesorar con carácter previo y casi vinculante a los ediles que debían efectuar los nombramientos, no hubiera sido de extrañar que, en poco tiempo, los jesuitas hubieran conseguido el control total de la institución.
Dicho lo cual, no resulta descabellado que la persona elegida para sustituir a Pedro Monzó fuera alguien con la misma cualificación académica exigible para poder ser elegido rector y que, a la vez, reuniera en su persona la ventaja de ser antiguo alumno del Colegio jesuita de San Pablo, aunque no hubiera profesado en la orden.
Respecto a su legado intelectual, cabe destacar que fue maestro del famoso metafísico Diego Mas, quien le dedicó dos de sus obras:
- Metaphysica disputatio seu de ente et de eius propietatibus, quae communi nomine scribitur de trascendentibus (Valencia, 1587)
- Commentaria in Universam Philosophia Aristotelis, una cum quaestionibus quae a gravissimis viris disputari solent (Valencia, 1599)

## Inicios de la carrera eclesiástica
Volvió a Tarragona y obtuvo un beneficio en la sede catedralicia que le permitió vivir sin problemas económicos.
En el año 1570 el arzobispo de Tarragona Gaspar Cervantes de Gaeta fue nombrado cardenal, manteniendo la posición de arzobispo de Tarragona. Al trasladarse a Italia, Terés se ocupó de los asuntos eclesiales de la archidiócesis.
El 4 de febrero de 1575, recibió la consagración episcopal por el arzobispo Cervantes. Fue entonces cuando se abrió el Seminario Conciliar de Tarragona, el primer seminario de España, según las disposiciones del Concilio de Trento. Terés fue el primer rector. Ese mismo año, el cardenal Cervantes le propuso como su obispo auxiliar, a lo que accedió el papa, nombrándole obispo de la entonces inexistente diócesis de Marruecos.
En 1577, se institucionalizó oficialmente la Universidad de Tarragona, y el 2 de mayo de ese mismo año fue nombrado rector de esta universidad por el arzobispo Antonio Agustín. También ejerció como catedrático de Teología en la nueva institución.
El 21 de febrero de 1578, consagró a Miquel Jeroni Morell como obispo de Urgel.
El 22 de mayo de 1579, el papa Gregorio XIII le trasladó a la sede episcopal de Elna, vacante por la muerte del obispo Pedro Mártir Coma. Terés tomó posesión el 26 de julio de ese mismo año. El 12 de diciembre de 1582, María de Austria y Portugal, viuda de Maximiliano II de Habsburgo, que volvía a la corte española, y su hija Margarita desembarcaron en Colliure. En su paso por Elna, la emperatriz recibió la visita del obispo Terés. El día de Navidad, Terés celebró una misa en la iglesia de San Juan de Perpiñán, en presencia de la emperatriz romanogermánica, la Infanta y toda la corte. En el segundo semestre de 1585, Terés participó como habilitador para el brazo eclesiástico en las Cortes de Monzón. El 18 de abril de 1586, recibió por parte del papa Sixto V las bulas de nombramiento para la diócesis de Tortosa. El 15 de junio de ese mismo año consagró el templo parroquial de Verdú. El 28 de septiembre de 1586, junto con el arzobispo de Valencia Juan de Ribera y el obispo de Marruecos Miguel Espinosa, consagró a Bernardino Gómez Miedes como obispo de Albarracín.
El 22 de mayo de 1587 el papa Sixto V le trasladó a Tarragona, tras la muerte del arzobispo Antonio Agustín.

## Arzobispo de Tarragona

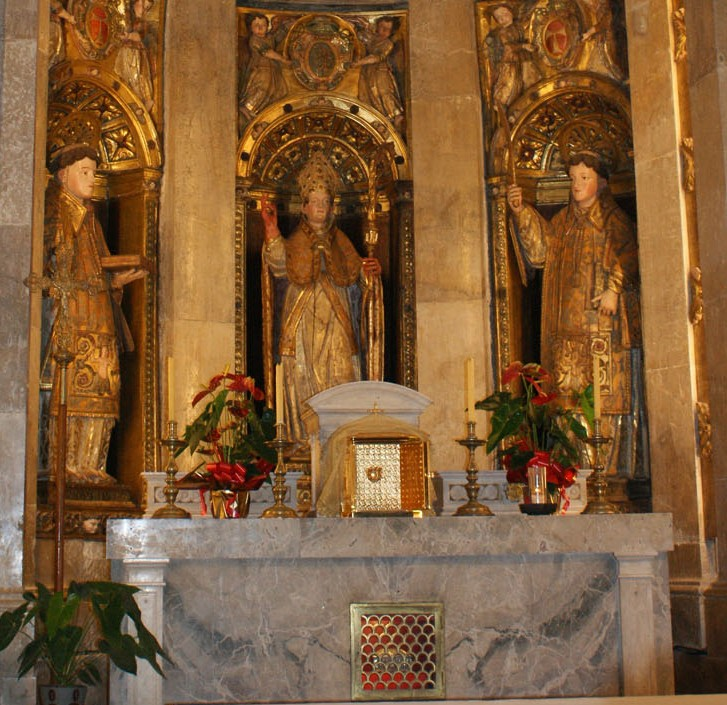
La capilla de San Fructuoso de la Catedral de Tarragona fue ordenada construir por el arzobispo Terés y diseñada por el arquitecto Pedro Blay.

El 1 de septiembre de 1587, convocó su primer Concilio provincial, que se reunió el 1 de octubre. La asamblea se mantuvo durante todo el mes y se celebraron diecinueve sesiones. Asistieron diecinueve padres conciliares pero ningún obispo sufragáneo. En el sínodo, se llegó a concretar que los decanos o vicarios foráneos y el procurador fiscal de la curia diocesana tenían que estar ordenados in sacris y graduados en Derecho canónico o civil. Los conflictos con el Tribunal del Breve Apostólico ocuparon la atención de los padres conciliares.
Terés fundó, en el año 1588, el convento de San Domingo, en Ciutadilla (Lérida). Colaboró en las reformas del monasterio de Santa María de la Bovera, en Guimerá (Lérida), y en la ermita de San Magín de la Brufaganya, cerca de Santa Coloma de Queralt (Tarragona).
En 1589 obtuvo para Tarragona el privilegio de Studium Generale concedido por el rey Felipe II. Este hecho fue celebrado con fiestas públicas en la ciudad.
En 1590 consagró a Gaspar Punter i Barreda como obispo de Tortosa.
En 1591 concedió privilegios de fuentes bautismales a La Riba, por las dificultades que tenían sus aldeanos para ir a Vilavert. El 17 de septiembre de ese mismo año, Terés convocó su segundo Concilio, el más importante, con sesenta y cuatro sesiones. Se inauguró en Tarragona el 19 de octubre y allí continuó reunido hasta el 28 de noviembre, cuando en el curso de la vigésimo cuarta sesión se decidió trasladarlo a Barcelona para atender mejor la problemática originada por las agresiones castellanas al Reino de Aragón. En Barcelona, entre el 13 de diciembre y el 16 de marzo del año siguiente, se celebraron cuarenta sesiones más con especial atención a las alteraciones de Aragón, donde la situación se volvía amenazadora y muy peligrosa si los catalanes se veían arrastrados a la guerra, ya que los aragoneses no cesaban de pedir a la Generalidad de Cataluña, presidida por Jaume Caçador i Claret, y al Consejo de Ciento apoyo militar para poder resistir. Diputados de la Generalidad y del Consejo fueron a Tarragona para pedir opinión y consejo al arzobispo Terés y al Concilio. No se enviaron refuerzos, sino que se ordenaron plegarias generales para rogar el favor divino para los aragoneses.
A pesar de la conflictividad del momento, el Concilio trató con especial importancia el debate sobre la obligatoriedad del catalán como lengua de la Iglesia. En la duodécima sesión, el secretario del Concilio, Alexandre Cendra, por órdenes del arzobispo Terés, leyó una nueva constitución sobre la lengua que ocasionó mucha polémica. El texto exigía que en Cataluña, todos los predicadores predicaran en catalán y en ninguna otra lengua, con excepción de estar en presencia de los reyes, virreyes y príncipes. En el caso de no cumplir el texto, serían gravemente castigados. Seguidamente se procedió al nombramiento de una comisión encargada de llevar a cabo el compendio doctrinal anunciado, compuesta por el obispo de Urgel Andrés Capella (que fue profesor de teología de Terés), el síndico del capítulo tarraconense Bartolomé Roca y Gaspar Juan Vallpedrosa, procurador del abad de Poblet. Muy probablemente, el arzobispo Terés fue el redactor de esta constitución, junto con el obispo de Vich Pedro Jaime, el prior de Escaladei Pedro Aguiló, el síndico de Elna Juan Boscán y el síndico de Lérida Juan Margalef. Cinco capítulos y dos monasterios se opusieron a esta constitución, dejando la disconformidad muy por debajo de un tercio del total de los votantes, y siendo finalmente aprobada por mayoría.
Terés no quedó satisfecho y decidió presentar una solución pacificadora que abarcara las voluntades de todos para conseguir un acuerdo más pleno. Así el día 28 de noviembre, en la vigésimo cuarta sesión, el arzobispo propuso una corrección de la constitución en la que se simplificaría el texto, alegando que la lengua a utilizar tenía que ser la vernácula del territorio, sin especificar concretamente que debía ser el catalán.
Entonces, las nuevas constituciones representaron una reforma profunda. Se acentúa la uniformidad en todas las ceremonias, se urge la obligatoriedad de la asistencia a los oficios, se reafirma la sacramentalidad del matrimonio, se enfatiza que se evite la cohabitación de prometidos, se prohíben las fiestas nocturnas, se obliga a los procuradores del concilio a estar ordenados o ser profesores, se regula la licencia para enseñar, se reafirman las normas sobre los clérigos con hijos ilegítimos, se prohíbe el uso de pedreñales a los clérigos, se exige una licencia explícita del ordinario para recaudar a favor de hospitales, se urge la necesidad de licencia para edificar iglesias y capillas, se exige la excomunión de los que violan el derecho de asilo a las Iglesias, etc.
El 7 de febrero de 1592 se decidió conceder al arzobispo facultades más amplias para la edición de las constituciones. Finalmente, Terés pudo ver cumplido su anhelo, que albergaba antes de ser obispo, de actualizar la legislación canónica tarraconense. En el proemio de presentación, se recoge la evolución histórica de la práctica canónica tarraconense, se evocan los concilios antiguos, se recuerda la recopilación ordenada por Juan de Aragón, las ediciones del Cardenal Girolamo Doria y de Antonio Agustín y se deja constancia del trabajo realizado durante el Concilio.
La primera edición se imprimió en Tarragona en 1593. En pocos años se sucedieron tres ediciones: la del Cardenal Doria, la de Antonio Agustín y la de Terés, siendo la de Terés la última compilación y edición oficial de las Constituciones Provinciales Tarraconenses.
En 1592 hizo construir en la catedral de Tarragona las capillas de San Juan Evangelista y de San Fructuoso, obra del arquitecto renacentista Pedro Blay.
El 13 de agosto de ese mismo año, el papa Clemente VIII aprobó una bula decretando la extinción y secularización de los canónigos regulares de la orden de San Agustín en todos los monasterios y prioratos de Cataluña, el Rosellón y la Cerdaña, aduciendo la vida licenciosa y la inobservancia de la disciplina en que habían caído algunas comunidades.  Entre estos monasterios se encontraba el de Santa María de Solsona. El papa comisionó la ejecución de la bula al arzobispo de Tarragona, al obispo de Urgel, Andreu Capella (que fue maestro de teología de Terés) y al nuncio apostólico en el Reino de España, por entonces Pietro Millino. Con tal fin, el arzobispo Terés envió a su sobrino y vicario general de la archidiócesis de Tarragona, Antonio Clarassó y Terés, a leer la bula delante de los canónigos reunidos en el templo de Solsona, quedando, a partir de ese instante, secularizados y privados de las insignias canonicales.
Algunos monasterios habían acatado la orden de secularización pero el de Solsona, siendo el más importante de Cataluña, se resistió, apoyándose en la segunda bula de Clemente VIII, en la que decía que si, entre los canónigos había buena conducta, podían continuar disfrutando del cargo y del beneficio. Los ingresos de los monasterios secularizados fueron a ampliar las rentas del de Solsona. Fue en este momento cuando los solsoneses se dirigieron al rey Felipe II para crear una nueva diócesis con la población de Solsona como sede episcopal, aplicando los ingresos y el monasterio como residencia. Una vez que el Papa accedió a la petición del Rey, Felipe II comunicó la aprobación del Santo Padre el año 1593, y concedió, además, el título de ciudad a Solsona el 30 de junio de 1594.
La creación de la diócesis de Solsona ocasionó un grave malestar en las diócesis vecinas porque veían disminuidas sus posesiones, especialmente la de Urgel. Terés, el obispo de Urgel y el nuevo nuncio apostólico, Camillo Caetani, fueron comisionados para erigir la nueva diócesis. Después de examinar la vida y costumbres de los canónigos regulares y declarándoles inocentes de cualquier falta, extendieron decretos particulares para cada uno de ellos, concediéndoles mientras vivieran los mismos derechos e ingresos que poseían cuando eran regulares. Finalmente, Terés intervino en la formación del capítulo catedralicio, y más tarde, en la delimitación de la nueva diócesis conjuntamente con el abad de Poblet y presidente de la Generalidad de Cataluña Francisco Oliver de Boteller.
El 18 de septiembre de 1594, se embarcó, con ocho galeras, hacia la isla de Ibiza, entonces territorio de la archidiócesis de Tarragona, con motivo de una visita pastoral. Durante el viaje, la expedición fue asaltada por tres galeras de piratas musulmanes. Finalmente, las galeras del arzobispo tomaron dos galeras piratas.
Auspició la fundación de residencias para frailes capuchinos, agustinos y carmelitas, y mejoró notablemente el convento de los jesuitas, interviniendo decisivamente en la fundación de su Noviciado en Tarragona. Durante su arzobispado convocó y presidió los concilios provinciales de 1587, 1591-92, 1598 y 1602.
El 4 de abril de 1596, se procedió al acto de apertura y reconocimiento del sepulcro del beato Raimundo de Peñafort, de quién Terés promovió su canonización, por el arzobispo Terés, el obispo de Barcelona, Juan Dimas Loris, y el obispo de Vich, Pedro Jaime, comisionados los tres por el papa Clemente VIII. También estuvieron presentes el obispo de Elna, Francisco Robuster y Sala, el recientemente nombrado primer obispo de Solsona, Luis de Sans y de Manegat, y los diputados de Cataluña y consejeros de Barcelona. Terés también promovió la beatificación del fundador de la Compañía de Jesús, Ignacio de Loyola.
A instancias de Felipe II, Terés convocó su tercer concilio en Tarragona el 15 de enero de 1598 que, tras nueve sesiones, finalizó el día 27 del mismo mes. No asistió ningún obispo personalmente y los padres presentes fueron veinticuatro.
El 30 de mayo de 1599 consagró a Onofre de Reart como obispo de Elna.
El último concilio de Terés también fue en Tarragona. El concilio se reunió del 2 de enero al 2 de marzo de 1602, con 38 sesiones, y fue prorrogado para después de Pascua. Tenía que reunirse el 27 de abril, pero ya no continuó debido a que el arzobispo fue nombrado virrey de Cataluña y tuvo que trasladarse a Barcelona. Asistieron al Concilio los obispos Francisco Robuster y Sala de Vich, Luis de Sans y de Manegat de Solsona, Ildefons Coloma de Barcelona y Francisco Virgilio de Lérida. Llegaron a ser 36 asistentes. Se establece la fiesta de San Raimundo de Peñafort. Terés también promovió la canonización del fundador de la Compañía de Jesús, Ignacio de Loyola, de Teresa de Jesús, de Olegario Bonestruga y de Bernardo Calbó. Durante la 17.ª sesión se originó un grave incidente cuando el abad Baltasar Compte de San Lorenzo de Bagá pronunció paralbras ofensivas. Terés le expulsó y, en la sesión siguiente, se decretó su captura y encarcelamiento.
En 1602, los bandoleros Pedro Voltor y Miguel Català mataron a tiros de pedreñal al comisario real Epifanio Olives y Terés, sobrino del arzobispo, en el patio del Castillo de Valls. Los jurados de Valls y muchos prohombres de la ciudad fueron declarados cómplices por la Real Audiencia de Cataluña. Esto hizo que las relaciones entre las autoridades de Valls y Terés fueran tensas.
Terés alertó a los obispos para que no tolerasen que se predicara en ninguna otra lengua que no fuera la materna. También impulsó el arte de la imprenta en Tarragona.

## Virrey de Cataluña

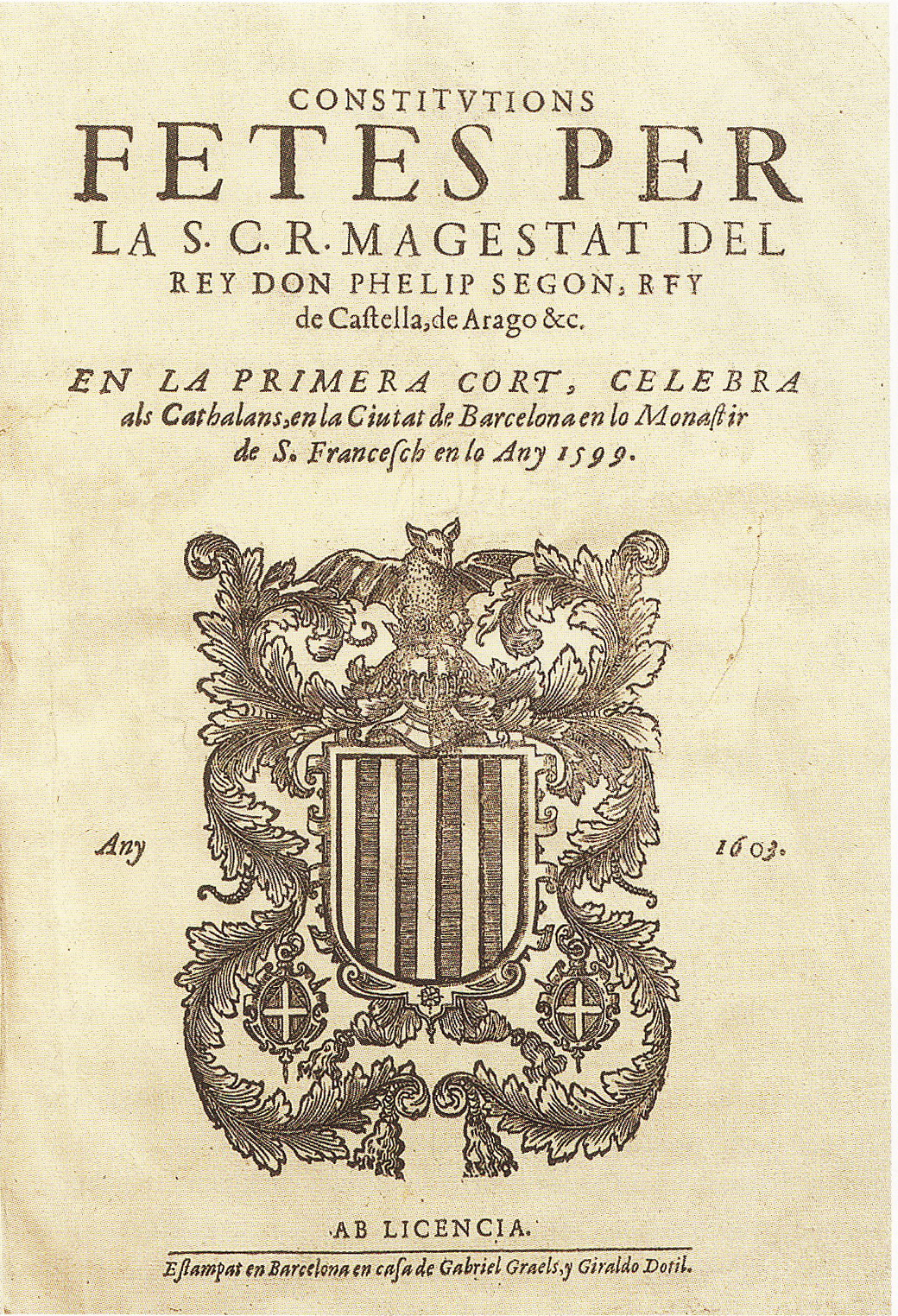
El virrey Terés publicó en el año 1603 las Constituciones de las Cortes Catalanas celebradas en Barcelona en 1599.

En 1599 se celebró una sesión de las Cortes Catalanas en la que estuvo presente Felipe III. Terés, aún arzobispo, presidió el brazo eclesiástico. Existía la costumbre de imprimir todos los acuerdos adoptados en la sesión, pero había cinco en los que los diputados no se ponían de acuerdo. Entre ellos, el derecho del virrey a hacer proclamas y la prohibición de que los nobles y sus sirvientes llevaran pedreñales, motivada por la intención de acabar con el bandolerismo en Cataluña.
El entonces virrey de Cataluña, Lorenzo Suárez de Figueroa y Córdoba, duque de Feria, como medida de presión, decidió encarcelar a un diputado y al auditor de las Cortes e interpretó sus protestas como actos de desobediencia. Por estos hechos el duque de Feria fue desposeído de su cargo. El 16 de abril de 1602 fue sustituido por Terés.
Lo delicado de la situación llevó a Felipe III a designar a Terés como una medida de apaciguamiento. El rey ya conocía al arzobispo por su actuación como asistente de las Cortes de 1599 y por haber sido su anfitrión y el de su esposa, Margarita de Austria-Estiria, en el palacio arzobispal de Tarragona durante tres días del citado año.
A finales del 1602, uno de los asesinos del sobrino de Terés, Pedro Voltor, fue capturado en una redada. Ese mismo año fue condenado y descuartizado.
Terés decretó la liberación de los caballeros encarcelados por el duque de Feria y publicó las Constituciones sin los artículos conflictivos, a pesar de ver el peligro que representaba la abundancia de armamento en un país infestado de bandolerismo, donde sólo en un año más de 300 personas fueron asesinadas con pedreñales. Finalmente, decidió enfrentarse a los nobles.
En 1603, Terés prohibió la fabricación de pedreñales a los herreros y mecánicos. Este planteamiento de la cuestión no satisfizo a los diputados y molestó a la aristocracia. Ante la nueva protesta, Terés se ofreció a estudiar nuevamente el asunto.
Terés, públicamente nyerro, participó activamente durante su virreinato en las disputas entre nyerros y cadells, prescindiendo de las obligaciones de su cargo.
El virrey, sin ambiciones políticas e impaciente por reintegrarse a su tarea eclesiástica, presentó su dimisión. Felipe III accedió a su petición y el 19 de mayo de 1603 designó al duque de Monteleone, Héctor de Pignatelli y Colonna, como nuevo virrey

## Muerte y legado
Aún no se había hecho el traspaso de cargos que el 10 de julio de 1603 el arzobispo Terés moría en el Palacio del Lloctinent, en Barcelona, a la edad de 64 años. Aunque las causas no fueron claras, se rumorea que fue envenenado.
En 1610, sus restos fueron trasladados y escoltados por la escuadra española hasta Tarragona, y enterrados finalmente en el mausoleo que se levantó entre las capillas de San Fructuoso y de San Juan, en el lugar dónde él tuvo su confesionario.
Su albacea testamentario, más propiamente su marmessor, que es como se denomina este oficio sucesorio en Derecho civil catalán, fue su sobrino Antonio Clarassó y Terés. Su carácter altruista fue perpetuado con la fundación de una causa pía para doncellas por maridar, de su linaje. Dejó unos ingresos para una colegiatura en el Seminario de Tarragona, para estudiantes de su linaje y de la Selva del Campo (Tarragona). Aún dejó otros para siete estudiantes pobres que quisieran cursar la carrera eclesiástica, teniendo preferencia los verdunenses, y otra fundación para dotar anualmente a tres chicas elegibles, una en Tarragona, otra en la Selva del Campo y otra en Constantí (Tarragona).
También pasó a la posteridad como benefactor de las dos casas de huérfanos, para niños y niñas,  existentes en Tarragona desde, al menos, 1551.
La Calle del Arzobispo Terés de Verdú (Lérida) está dedicada a él.

## Linaje de los Terés
Otros familiares directamente emparentados con Juan Terés han poseído cargos importantes dentro del mundo eclesiástico y nobiliario, principalmente gracias a su influencia. Al no tener descendencia, se considera su linaje a través de sus cuatro hermanas.
- Antonio Clarassó y Terés (? - Barcelona, 1611); sobrino de Terés. Vicario general de la archidiócesis de Tarragona.
- Epifanio Olives y Terés (? - Valls, 1602); sobrino de Terés. Noble y comisario real de Felipe III de España.
- Crisóstomo Royo de Castellví (Valencia, 1629 - Segorbe, 1691); bisnieto de la hermana de Terés. Obispo de Segorbe.